# دورشتادت
دورشتادت (به آلمانی: Dorstadt) یک شهر در آلمان است که در Wolfenbüttel واقع شده‌است. دورشتادت ۷۲۴ نفر جمعیت دارد.